# Cahokia
Koordinaten: 38° 39′ 17″ N, 90° 3′ 34″ W
Cahokia gilt als das Hauptzentrum der Mississippi-Kultur und war die größte präkolumbische Stadt nördlich von Mexiko. Die Stadt maß beinahe fünf Kilometer von West nach Ost und über 3,5 Kilometer von Nord nach Süd und hatte eine Fläche von mehr als 15 Quadratkilometern. Der Park, in dem sich die einstige Stadt befindet, umfasst eine Fläche von 390 Hektar. Cahokia ist von einer, soweit bekannt, schriftlosen Kultur hervorgebracht worden. Der tatsächliche Name der Stadt ist nicht überliefert. Stattdessen wurde sie nach dem Indianerstamm Cahokia, einer Gruppe der Illinois, benannt, der allerdings erst lange nach dem Untergang Cahokias dort lebte, als französische Missionare in der Region tätig waren.
Die Stadt befand sich unweit vom heutigen St. Louis im Bundesstaat Illinois. Sie existierte ab etwa 700 n. Chr. und war eine geplante Stadt. Um 1000 stieg ihre Bevölkerung rapide an, was möglicherweise damit zusammenhing, dass der aufkommende Maisanbau eine sicherere und reichhaltigere Nahrungsgrundlage bildete. Aber auch andere Lebensmittel wie Amarant ließen sich nachweisen. Die Bewohner von Cahokia bauten Nahrungsmittel auf einer Fläche von geschätzten 13 Quadratkilometern an.
Schätzungen über die Einwohnerzahl reichen von 8.000 bis 20.000, mitunter auch bis 40.000. Darüber hinaus weisen viele Funde auf eine Hierarchisierung der Gesellschaft hin. Die Herren der Stadt lebten in Häusern auf einigen der bis zu 120 Mounds. Andere Mounds dienten als Begräbnisstätten.

## Mounds, Stadtstruktur

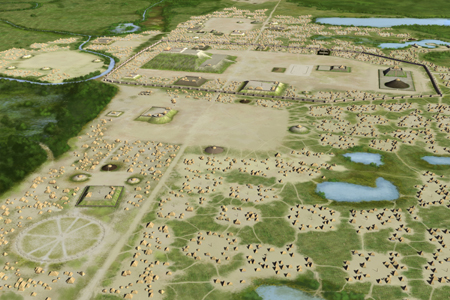
Cahokia Grundlinie durchschneidet Woodhenge, Monks Mound und mehrere andere große Hügel auf der Ost-West-Achse der Stadt.

Die Mounds erstreckten sich über ein Gebiet von 15 Quadratkilometern. Im Zentrum der Stadt befand sich ein 81 Hektar großes Gebiet, das von einer 3,2 Kilometer langen und 3,6 Meter hohen, aus Holzblöcken bestehenden Mauer umgeben war und 17 Mounds umschloss. In dessen Zentrum stand wiederum als größter der Monks Mound, eine 30,6 Meter hohe, oben abgeflachte Erdpyramide, die eine Grundfläche von 291 mal 236 Metern bedeckte, also über fünf Hektar. Rund um diesen geschützten Zentralbereich lebten Tausende von Menschen in Gruppen, deren Zentrum zeremonielle Pfähle waren.
Der Pyramidenstumpf, der seinen Namen Monks Mound nach einem in der Nähe befindlichen Trappistenkloster erhielt, ist das größte künstliche Gebilde aus präkolumbischer Zeit nördlich von Mexiko. Man schätzt, dass 14 Millionen Körbe mit Erde bewegt werden mussten, um den Hügel mit seinem Volumen von 692.000 Kubikmetern nach und nach aufzuschichten. Dabei entstanden über 200 Jahre vier Stufen, die jeweils mit Kanälen durchsetzt waren, um das Regenwasser abzuleiten. Oben auf dem Mound stand ein hölzernes Gebäude von 31 mal 14 Metern Grundfläche und einer Höhe von 15 Metern. 1998 entdeckte man etwa zwölf Meter unter der Oberfläche des Mounds eine Sandsteinlage. Diese großen Sandsteinmengen können nicht aus der Region stammen, müssen also über größere Entfernungen transportiert worden sein.
Die Planung der Stadt repräsentierte den Versuch, die Ordnung der Welt widerzuspiegeln, mit einem nördlichen Teil als Vater Himmel und einem südlichen als Mutter Erde. Diese wurden von einer westöstlich verlaufenden Straße getrennt. Eine weitere Hauptstraße lief nordostwärts. Ihre Kreuzung befand sich an der zentralen Plaza, dem Hauptplatz mit dem größten Mound. An den äußeren Enden der Straßen befanden sich vier Kreise aus Holzstämmen (Red Cedar), deren Anordnung anscheinend astronomischen Zwecken diente.

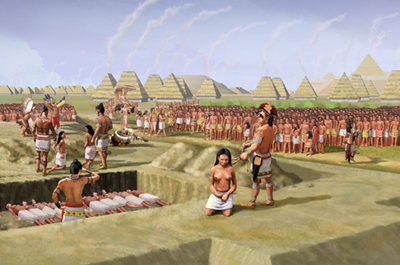
Mound 72 Massenopferung von 53 jungen Frauen.

Unter Mound 72 fand man einen etwa 40-jährigen Mann, der um 1050 verstorben war. Er lag unter 20.000 Muscheln und 800 unbenutzten Pfeilen begraben. Mit ihm zusammen fand man vier Männer, denen die Hände und Köpfe abgetrennt worden waren, dazu 53 erdrosselte Frauen, im Alter von 15 bis 25 Jahren. Insgesamt sind bisher 280 Skelette ausgegraben worden, davon allein 50 in einem tiefen Brunnen – viele von ihnen wurden vor ihrem Ableben offensichtlich verletzt. Es handelt sich vermutlich um Menschenopfer, wie sie von den Azteken bekannt sind.

## Woodhenge
Die Ausgrabungen, die im Vorfeld von Straßenplanungen begannen, haben gezeigt, dass man sich mit Astronomie beschäftigte. Archäologen sprachen daher von „Woodhenge“, weil analog zum englischen Stonehenge hölzerne Pfähle der Ermittlung der Frühjahrs- und Herbst-Tagundnachtgleiche dienten, somit der Entwicklung einer Art Kalender. In einer bäuerlichen Gesellschaft ist die Bestimmung von Jahreszeiten und den Terminen von Aussaat und Ernte von größter Bedeutung.

## Fernhandel und Verarbeitung
Die Stadt kontrollierte möglicherweise einen weit in den Norden, bis nach Minnesota reichenden Handel mit Feuerstein, Kupfer und Muscheln. Der Handel Cahokias reichte bis nach Kansas im Westen und nach Tennessee im Osten. Rohwaren kamen in die Stadt und wurden dort verfeinert. Diese Produkte wiederum tauchten in weitem Umkreis wieder auf, so dass man von einem Handelsnetz ausgeht.

## Bevölkerungswachstum, Stadtbefestigung

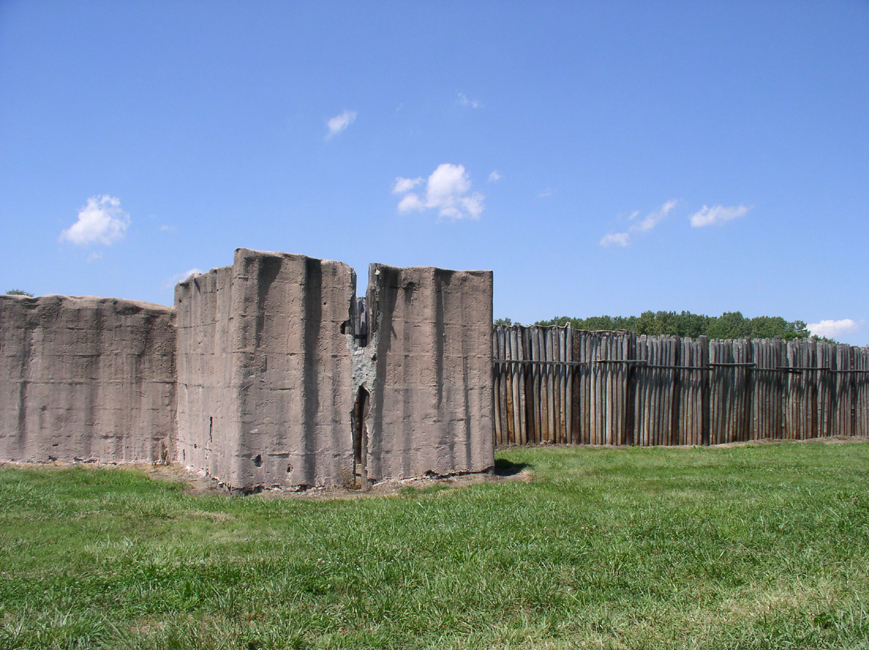
Rekonstruktion eines Mauerabschnitts

Warum sich die innere Stadt, möglicherweise Wohnstatt der Führungsgruppen, im 11. Jahrhundert mit einem großen Wall umgab, der alle 70 m von einem Wachturm gesichert wurde, ist unklar. Offenbar geschah dies aber in großer Eile, denn er durchschnitt auch bewohnte Gebiete. Nachweisbar ist das Anwachsen der Orte in der ferneren Umgebung um 1200, was Cahokia möglicherweise zur Anlage des größeren Walls veranlasst hat. Die innere Mauer wurde jedenfalls bis 1300 noch dreimal erneuert.
Der Archäologe Timothy Pauketat warf die These auf, dass Cahokia im 11. Jahrhundert binnen weniger Jahrzehnte explosionsartig anwuchs, so dass aus einer größeren Siedlung mit vielleicht 1.000 Einwohnern plötzlich eine Stadt mit weit über 10.000 wurde. Tatsächlich gibt es in der lokalen Überlieferung Hinweise darauf, dass die Bauern in den verstreuten Siedlungen der Region ihre Dörfer auf Initiative eines großen Häuptlings verließen, um in Cahokia zu leben. Die Häuptlinge galten demnach als die Brüder der Sonne und es wird angenommen, dass sie ursprünglich die Überflutungsgebiete, die jährlich von den Hochwässern mit fruchtbarem Schlamm versorgt wurden, beaufsichtigten und die notwendigen Arbeiten organisierten.

## Niedergang
Nach 1200 begann der Niedergang Cahokias. Die Gründe hierfür sind unklar. Vielfach wurden ökologische Gründe im Zusammenhang mit der Überforderung der Umgebung durch den Maisanbau genannt, was zu einer starken Entwaldung geführt haben könnte. So erweist sich, dass man zunehmend auf Weichhölzer zum Bau zurückgreifen musste, vielleicht weil die Hartholzbestände abgeholzt waren. Auch Übervölkerung wurde in Erwägung gezogen. Möglicherweise war auch ein Bürgerkrieg die Ursache, oder die Zerstörung eines der großen Mounds durch eine Schlammlawine.

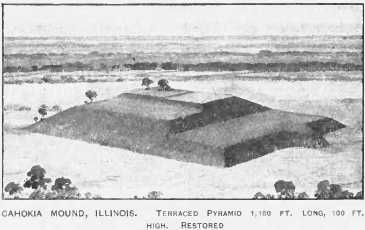
Künstlerische Rekonstruktion des Mönchhügels bei Cahokia, 1907

Warum die Stadt um 1400 endgültig verlassen wurde, ist letztlich nicht bekannt. Die Bevölkerung ging deutlich zurück, Cahokia wurde bedeutungslos, schließlich verlassen.

## Entdeckung und Gefährdung
Als die ersten Europäer in die Gegend kamen, hielten sie die Hügel für natürliche Erscheinungen, der große Mound wurde erstmals 1810 beschrieben. Landwirtschaft, Industrieabfälle und -abgase und Straßenbau gefährden bis heute weniger die zentrale Stätte als vielmehr die umgebenden kleineren Siedlungen.

## Weltkulturerbe
Seit den 1960er-Jahren haben Grabungskampagnen die Bedeutung der Stadt immer deutlicher gemacht. Die Cahokia Mounds State Historic Site gehört seit 1982 zum Weltkulturerbe der UNESCO, besitzt ein eigenes Museum, befindet sich in einem 890 Hektar großen Park, der von der Illinois Historic Preservation Agency verwaltet wird, und ist öffentlich zugänglich. Der Zusammenhang mit den heutigen Indianern ist unklar, jedoch scheint sich die Stadt (wieder) einer gewissen Verehrung zu erfreuen.